# Strade Bianche 2012
La 6.ª edición del Strade Bianche  se realizó el 3 de marzo de 2012. Su recorrido fue de 190 km con inicio en San Gimignano y final en la ciudad de Siena.
La carrera formó parte del UCI Europe Tour 2011-2012, en categoría 1.HC.

## Equipos participantes
Tomaron parte en la carrera 18 equipos: 11 de categoría UCI WorldTeam; 7 de categoría Profesional Continental. Los equipos participantes fueron:
| ProTeams (7)- Astana - BMC Racing Team - Garmin-Barracuda - Lampre-ISD - Liquigas-Cannondale - Movistar Team - RadioShack-Nissan Equipos continentales profesionales (7)- Acqua & Sapone (wielerploeg) - Colnago-CSF Inox - Colombia-Coldeportes - Farnese Vini-Selle Italia - Project 1t4i - Team Type 1-Sanofi - Utensilnord Named |
| |

## Clasificación final
- Las clasificaciones finalizaron de la siguiente forma:[2]

| \| Clasificación general \| Clasificación general \| Clasificación general \| Clasificación general \| Clasificación general \| \| Ciclista \| Ciclista \| Equipo \| Tiempo \| \| \| --------------------- \| --------------------- \| ------------------------- \| --------------------- \| --------------------- \| \| 1.º \| Fabian Cancellara \| RadioShack-Nissan \| 4 h 44 min 59 s \| \| \| 2.º \| Maxim Iglinskiy \| Astana \| + 42 s \| \| \| 3.º \| Oscar Gatto \| Farnese Vini-Selle Italia \| + 42 s \| \| \| 4.º \| Alessandro Ballan \| BMC Racing Team \| + 46 s \| \| \| 5.º \| Greg Van Avermaet \| BMC Racing Team \| + 48 s \| \| \| 6.º \| Roman Kreuziger \| Astana \| + 1 min 03 s \| \| \| 7.º \| Francesco Reda \| Acqua & Sapone \| + 1 min 45 s \| \| \| 8.º \| Francesco Ginanni \| Acqua & Sapone \| + 1 min 47 s \| \| \| 9.º \| Elia Favilli \| Farnese Vini-Selle Italia \| + 1 min 47 s \| \| \| 10.º \| Johan Vansummeren \| Garmin-Barracuda \| + 1 min 57 s \| \| \| 11.º \| Daniele Bennati \| RadioShack-Nissan \| + 3 min 58 s \| \| \| 12.º \| Jarlinson Pantano \| Colombia-Coldeportes \| + 3 min 58 s \| \| \| 13.º \| Andrey Amador \| Movistar Team \| + 3 min 58 s \| \| \| 15.º \| Vincenzo Nibali \| Liquigas-Cannondale \| + 3 min 58 s \| \| \| 16.º \| Fran Ventoso \| Movistar Team \| + 4 min 02 s \| \| \| 17.º \| Tom Dumoulin \| Project 1t4i \| + 7 min 50 s \| \| \| 18.º \| Laurent Didier \| RadioShack-Nissan \| + 7 min 50 s \| \| \| 19.º \| Fabian Wegmann \| Garmin-Barracuda \| + 7 min 50 s \| \| \| 20.º \| Patxi Vila \| Utensilnord Named \| + 7 min 50 s \| \| |                   |                           |                 |
| |                   |                           |                 |
| |                   |                           |                 |
| Clasificación general |                   |                           |                 |
| Ciclista | Ciclista          | Equipo                    | Tiempo          |
| 1.º | Fabian Cancellara | RadioShack-Nissan         | 4 h 44 min 59 s |
| 2.º | Maxim Iglinskiy   | Astana                    | + 42 s          |
| 3.º | Oscar Gatto       | Farnese Vini-Selle Italia | + 42 s          |
| 4.º | Alessandro Ballan | BMC Racing Team           | + 46 s          |
| 5.º | Greg Van Avermaet | BMC Racing Team           | + 48 s          |
| 6.º | Roman Kreuziger   | Astana                    | + 1 min 03 s    |
| 7.º | Francesco Reda    | Acqua & Sapone            | + 1 min 45 s    |
| 8.º | Francesco Ginanni | Acqua & Sapone            | + 1 min 47 s    |
| 9.º | Elia Favilli      | Farnese Vini-Selle Italia | + 1 min 47 s    |
| 10.º | Johan Vansummeren | Garmin-Barracuda          | + 1 min 57 s    |
| 11.º | Daniele Bennati   | RadioShack-Nissan         | + 3 min 58 s    |
| 12.º | Jarlinson Pantano | Colombia-Coldeportes      | + 3 min 58 s    |
| 13.º | Andrey Amador     | Movistar Team             | + 3 min 58 s    |
| 15.º | Vincenzo Nibali   | Liquigas-Cannondale       | + 3 min 58 s    |
| 16.º | Fran Ventoso      | Movistar Team             | + 4 min 02 s    |
| 17.º | Tom Dumoulin      | Project 1t4i              | + 7 min 50 s    |
| 18.º | Laurent Didier    | RadioShack-Nissan         | + 7 min 50 s    |
| 19.º | Fabian Wegmann    | Garmin-Barracuda          | + 7 min 50 s    |
| 20.º | Patxi Vila        | Utensilnord Named         | + 7 min 50 s    |